# Bettina Zipp
Bettina Zipp (Heidelberg, 29 april 1972) is Duits voormalig atlete, die zich specialiseerde in de sprint. Zij boekte vooral successen als estafetteloopster.

## Loopbaan
Op de Europese jeugdkampioenschappen in 1991 won Zipp een bronzen medaille op de 100 m.
Tijdens de wereldkampioenschappen in 1993 in Stuttgart werd ze samen met Andrea Philipp, Silke-Beate Knoll en Melanie Paschke vijfde op de 4 x 100 m estafette. Op dit onderdeel won ze een jaar later de gouden medaille bij de Europese kampioenschappen in Helsinki, samen met Melanie Paschke, Silke-Beate Knoll en Silke Lichtenhagen. Op de 100 m strandde zij op deze kampioenschappen in de halve finale. 
Van 1991 tot 1995 kwam Bettina Zipp uit voor TV Schriesheim. In 1996 stapte zij over naar TV Wattenscheid, voor welke club zij in 1996 op de 4 x 200 m estafette samen met Melanie Paschke, Carmen Bertmaring en Monika Gosciniak de Duitse indoortitel veroverde. 

## Titels
- Europees kampioene 4 x 100 m - 1994
- Duits indoorkampioene 4 x 200 m - 1996

## Persoonlijke records
Outdoor
| Onderdeel | Prestatie | Datum       | Plaats |
| --------- | --------- | ----------- | ------ |
| 100 m     | 11,39     | 1 juli 1994 | Erfurt |
| 200 m     | 23,21     | 1 juli 1994 | Erfurt |

Indoor
| Onderdeel | Prestatie | Datum         | Plaats |
| --------- | --------- | ------------- | ------ |
| 60 m      | 7,32      | 12 maart 1994 | Parijs |

## Palmares

### 100 m
- 1991:  EK U20 - 11,64 s
- 1994: 7e in ½ fin. EK in Helsinki - 11,69 s (in ¼ fin. 11,45 s)

### 4 x 100 m
- 1993: 5e WK - 42,79 s
- 1994:  EK - 42,90 s

### 4 x 200 m
- 1996:  Duitse indoorkamp. - 1.33,64